# QF 2磅速射艦炮
QF 2磅艦炮（英語：QF 2-pounder naval gun；QF
全寫：，意為：速射；通稱：砰砰炮，英語：）是一款由英国武器製造商维克斯-阿姆斯特朗公司所設計和生產、並且獲英國皇家海軍用作制式高射炮的40毫米（1.6英寸）口徑艦載高射機炮，發射40×158毫米R口徑機炮炮彈。
該機炮的通稱來自前代型號：QF1磅砰砰炮在發射時所發出的聲音，亦意味著前者為後者的下一代型號。另外這款QF 2磅炮與英國陸軍用作（反）坦克炮的QF 2磅炮不同 ，儘管它們都發射2磅（0.91公斤）、40毫米（1.6英寸）口徑的炮彈。

## 前代—布爾戰爭和大戰

### QF 1磅炮

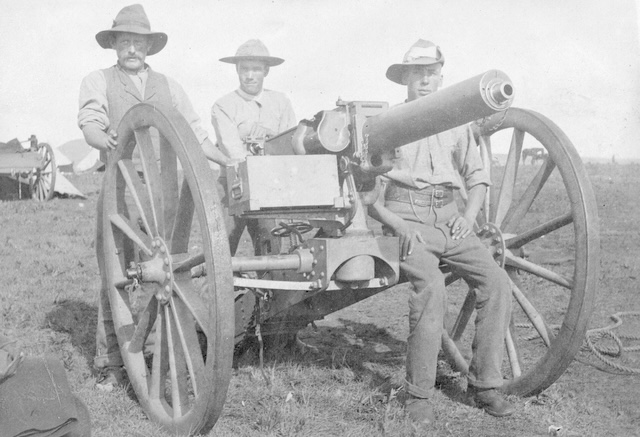
澳大利亞軍隊從布爾人手中繳獲的QF 1磅馬克沁自動加農炮。

第一種被稱為砰砰炮的火炮是在第二次布尔战争當中推出的37毫米口徑諾典飛爾德－馬克沁炮（Nordenfelt-Maxim；又稱：QF 1磅，為該場戰爭當中最小的火砲）。它可在3,000碼（2,700米）的距離以內精確發射重達一磅的炮彈。炮管為水冷式，炮彈是由25發的布製彈鏈所供彈。這款“全自動加農炮”可以450發／分鐘的射速發射爆裂彈（無菸彈藥）。布尔人以它倆來抵抗英國，而英國人看到了它倆的效用，把設計複製給了已經在生產马克沁机枪的維克斯公司。
第一次世界大战期間，它在西線戰線當中被用作對付敵機以至齊柏林飛船（試圖）的高射炮。

### QF 11⁄2磅炮
第一款艦載砰砰炮是QF 1.5磅速射艦炮，口徑為37毫米（1.46英寸），炮管長達43倍徑。它曾在英國皇家海軍所屬的兩艘林仙级輕巡洋艦、分別是林仙號和无吓號上進行試驗，但結果並未投入全面服役，而是由更大型的武器QF 2磅Mark II所取代（參見下文）。

## QF 2磅Mark II

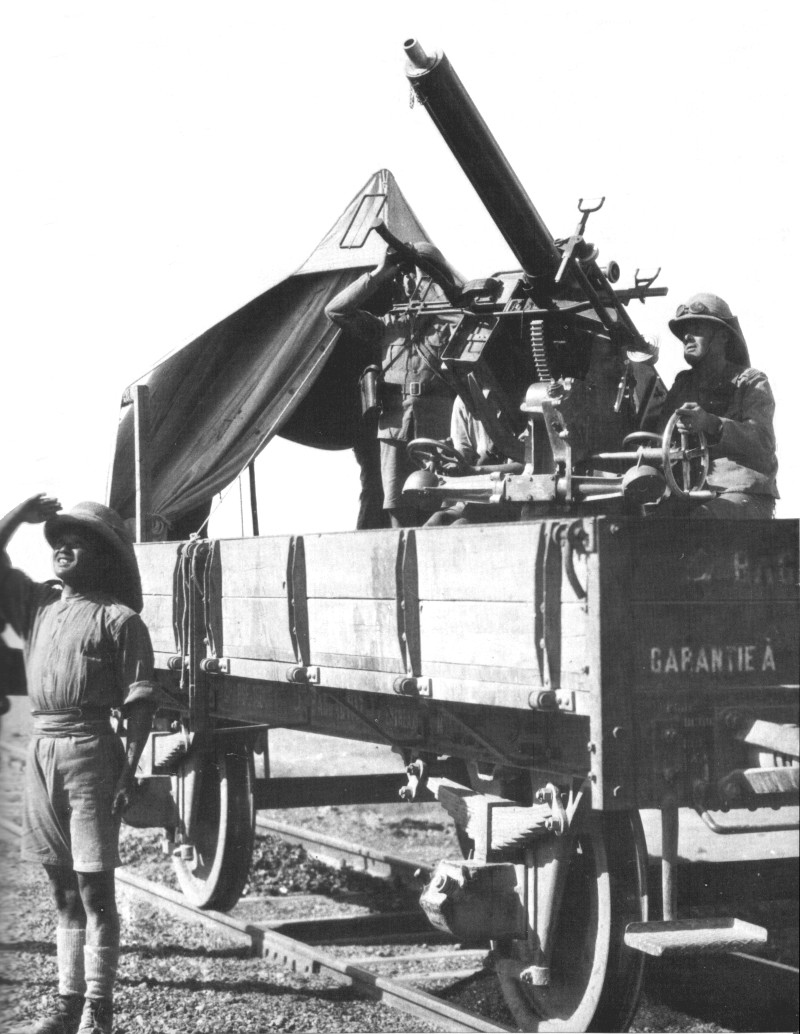
1918年，美索不達米亞戰役後期，Mk II被用以保護火車免受空襲的合影。

QF 2磅Mark II本質上是維克斯生產的QF 1磅馬克沁炮的放大型版本。這是一門40毫米口徑的火炮，裝有水冷式炮管和維克斯—馬克沁機構。1915年，英國皇家海軍訂購了它，並且用作巡洋舰尺寸及以下船隻的防空武器。最初的型號是以手動裝填的14發布製彈鏈所供彈，其後由彈數相同的钢製彈鏈所取代。這種“按比例放大”的過程並不完全成功，因為它導致機械裝置變得相當輕便，而且容易產生故障，例如彈藥從彈鏈以上掉下來。1915年，16門2磅炮搭載在裝甲貨車以上，以用作皮爾斯箭式裝甲防空貨車的主武器。1918年，其中一門火炮獲實驗性地架設在英國陛下之飛艇23r的上隔間以上。
第二次世界大战當中，倖存的武器被搬出倉庫並再度服役，主要用作軍用拖網船、摩托艇和“武裝遊艇”等船隻所載武裝。它幾乎僅用於單管無動力炮架P Mark II（英國皇家海軍的命名法會賦予炮架和火炮各自不同的Mark編號），而只有少量武器用於Mark XV炮架，為雙管動力型炮架裝備。由於它們太重，無法在海上使用，因此被安裝在沿岸上。1944年全部報廢。
- 口徑：40毫米，39倍徑
- 總長度：96英寸[6]
- 炮膛長度：62英寸[6]

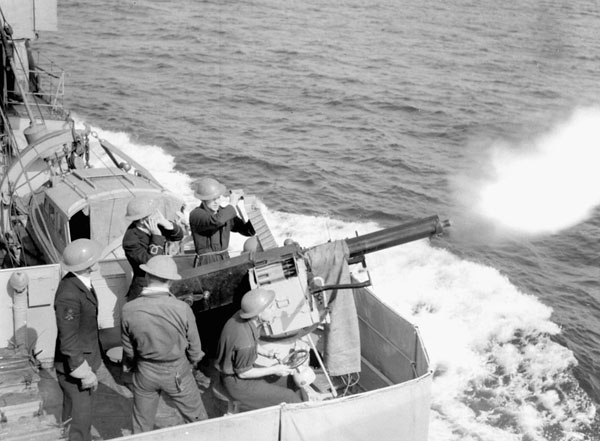
1940年7月10日，加拿大皇家海軍所屬的肯彭菲爾特號驅逐艦 (I18)以上的炮手在護送一支從哈利法克斯到英國的部隊時，以2磅炮開火。

- 膛線：多邊形陰膛，平紋，54.84英寸，纏距為1：30英吋，12度陰膛[6]
- 火炮和後膛組件的重量：527磅[6]
- 炮彈重量：2磅（980克），高爆彈
- 射速：200發／分鐘
- 有效射程：1,200碼（1,000公尺）
- 炮口初速：1920英尺／秒（585公尺／秒）

總共生產了大約7,000門火炮。日本人還將該火炮彷製採用，並且命名為40毫米62倍徑毘式機炮。在第二次世界大戰期間，義大利皇家海軍亦有使用，即使它作為意大利戰艦以上的主要防空武器的地位，已經在1930年代被37毫米54倍徑機炮等較為現代化的槍炮所取代。

## QF 2磅Mark VIII

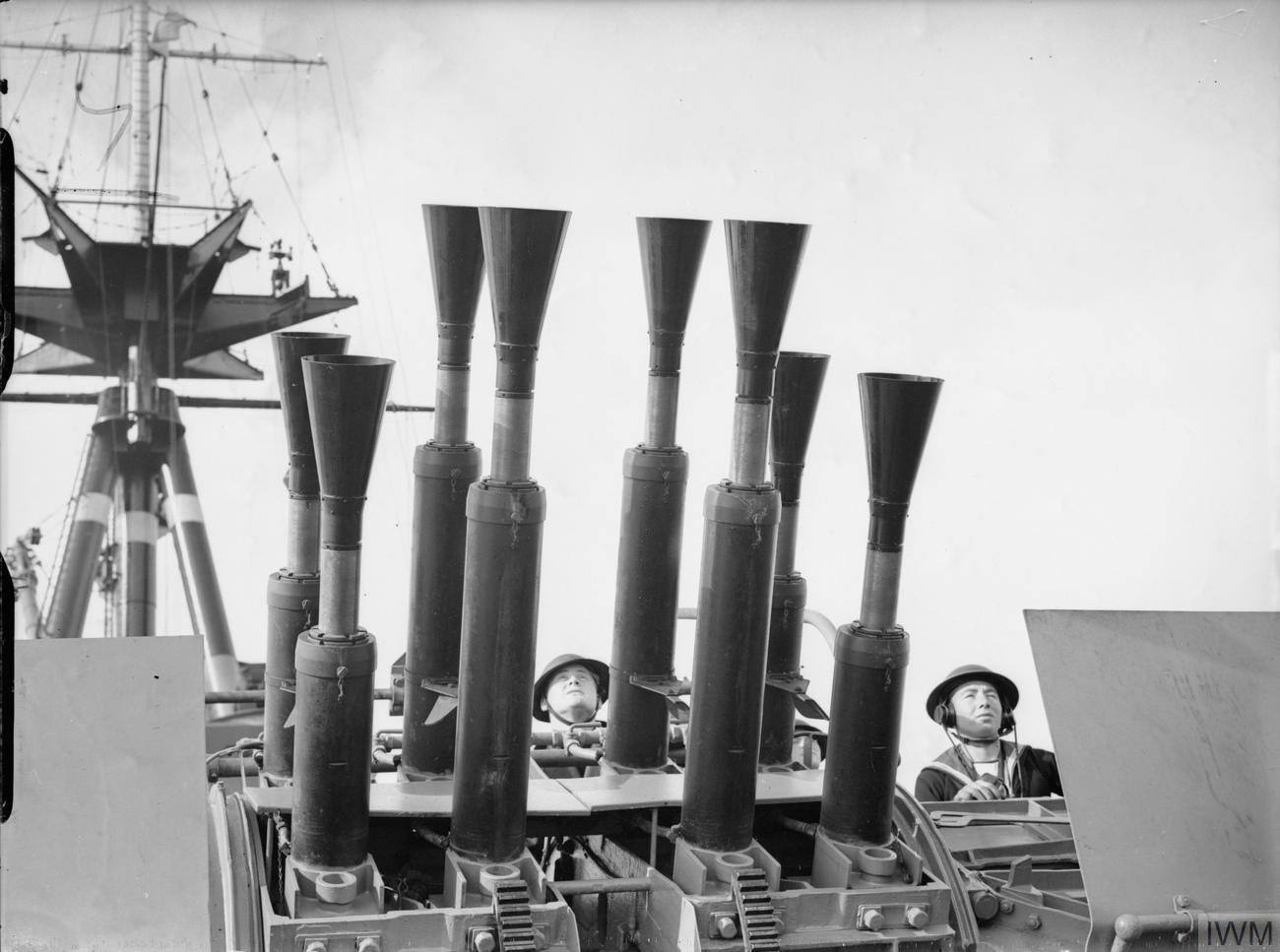
英國皇家海軍所屬的羅德尼號戰列艦所搭載的8聯裝“芝加哥鋼琴”炮架，從底部仰望。

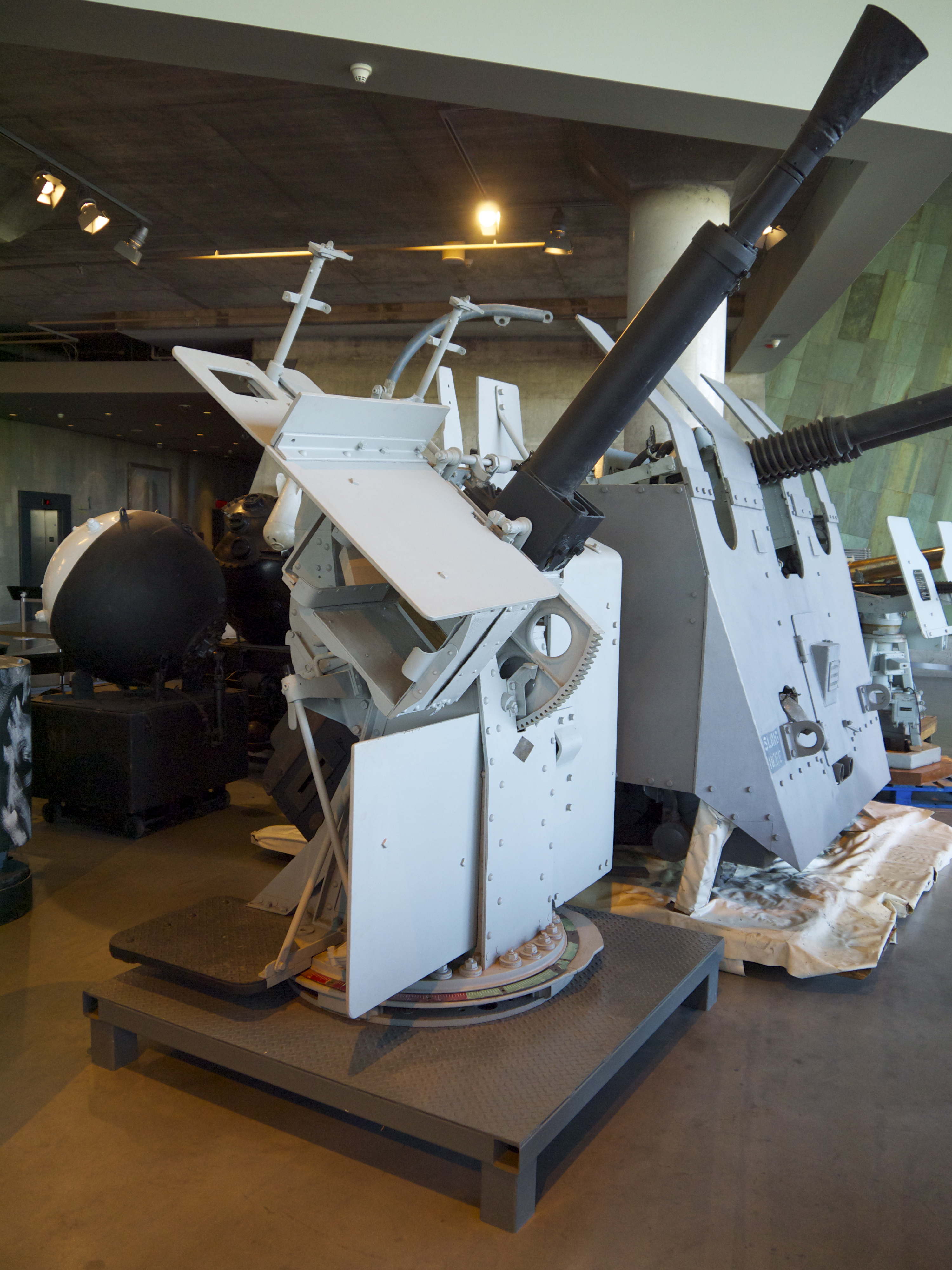
加拿大皇家海軍所屬的坎盧普斯號輕型護衛艦 (K176)所搭載的QF 2 Mk. VIII單管式炮架，目前在加拿大戰爭博物館展出。

在早期階段，英國皇家海軍就確定了需要連續射擊、多管近距離防空武器的需求。1923年，這款武器的設計工作，就以較早期的Mark II為藍本正式開始，這毫無疑問地是利用了第一次世界大戰所留下的大量2磅彈藥。由於缺乏資金，導致了設計和試驗歷史的混亂和漫長；直到1930年，這款武器才開始投入使用。這時被稱為QF 2磅Mark VIII，通常稱為多管砰砰炮（Multiple pom-pom）。
1929年，最初的炮架重量為11.8至17.35噸，八聯裝Mark V炮架（其後為Mark VI炮架），適用於重巡洋舰、战列巡洋舰、战列舰和大型航空母舰。由於八聯裝炮架實在過重了，從1935年開始，四聯裝的Mark VII炮架（基本上是Mark V或VI的一半）開始架設在驱逐舰和輕巡洋艦尺寸的艦艇以上服役。這些多聯裝炮架需要搭載四門不同（但型號相同）的火炮，因而有著“芝加哥鋼琴”的綽號。炮架以上有兩排，每排兩門或四門火炮。火包製為左右兩側以及“內部”和“外部”，因此供彈和拋殼機構相互匹配。
Mark VIII（手動型）和Mark XVI（電動型）單管式炮架亦得到了廣泛使用，主要用於小型護航艦艇（比如“花”級护卫舰）和沿海船艇（尤其是早期的Fairmile-D機動炮艇型）。Mark XVI的炮架與厄利孔20毫米机炮的雙聯炮架Mark V和波佛斯40公釐高射砲的“博凡”式（Boffin）炮架有關。一個有趣的功能是容量非常大的彈匣，從八聯裝炮架的每門火炮140發到單管式炮架的56發。如此龐大的彈藥容量使得八聯裝炮架直到需要重新裝彈以前能夠連續射擊73秒。由於倍徑長度相對較小（L/39），因此初速僅達到了2,040英尺／秒（622公尺／秒），隨之而來的是最大射程僅約3,500公尺。為了解決這個問題，就在第二次世界大戰爆發以前的1938年，為砰砰炮而研發了重達1.8磅（820克）的高速（HV）彈藥，增加了推進劑的裝藥量，將新的炮口速度從2,040英尺／秒提高至2,400英尺／秒（732公尺／秒）。
許多較舊式的炮架都是藉由轉換套件以進行改裝，使得可以發射高速彈藥，而大多數新造的炮架都是由原廠製造的，可以直接發射高壓彈藥。而為高速彈藥改裝或設計的炮架都會標有“ *”；例如，將為高速彈藥而改裝的Mk V炮架會命名為Mk V*。但即使如此，它仍然落後於1941年皇家海軍所採用的40毫米波佛斯L/60高射炮的810公尺／秒（2,890英尺／秒）。
由於其高射速，數座砰砰炮架設於艦隻側舷時能夠灑出打擊飛機的彈幕，可說是當今近迫武器系統（比如方陣近迫武器系統）的基礎。

## 砰砰炮與美國海軍
在第二次世界大戰爆發之前，美國海軍亦有考慮採用砰砰炮，並且在他們本身裝備的1.1英寸機炮、美國陸軍37毫米機炮、維克斯40毫米砰砰炮和40毫米波佛斯炮之間進行了一系列試驗：
值得考慮中的機炮，分別是陸軍的37毫米和英國海軍的2磅重（通常被稱為“砰砰炮”）。這項決定很快就縮小到了波佛斯和英國火炮之間的選擇。英國人急於讓他們的火炮獲得採用，並且提出了在啟動生產過程中，隨時可用英國援助的事實，這是贊成選擇它的論點。此外，兩磅重的炮彈很好地說明了自身在英國戰艦以上的表現。但另一方面，很明顯的缺點是該火炮為线状无烟火药而設計，可在美國卻並無生產這種彈藥的製造設施。透徹的研究表明，該火炮無法轉換為採用美式火藥。另一個考慮因素是炮口初速：砰砰炮的初速相對較低，為2,350英尺／秒，而波佛斯炮則是2,830英尺／秒。砰砰炮在行動中的成功被許多採用波佛斯炮的大國手中所證明的品質所抵銷，因此辦公局決定加入該陣營。而在我局選擇波佛斯炮以後不久，英國海軍官員也決定採用這款火炮。

## 戰時使用
如果在第二次世界大戰的爆發當中導入先進武器，那麼先進的飛機將使其過時，但另一邊亦導入高速彈藥和新型的指揮儀設計以力挽狂瀾。佈下火網的目的是要足以阻止飛機攻擊它，儘管確實做到了，但是它卻受到無效的Mk III指揮儀所阻撓。附有陀螺儀速率組件和282式雷達的Mk IV指揮儀是一項偉大的進步，並且導入至英王喬治五世級戰列艦以上。1941年1月，英國皇家海軍所屬的光辉号航空母舰的Mk VIII（高速）炮架幾乎毫無停工之下發射了30,000發炮彈。當英國皇家海軍所屬的威尔士亲王号战列舰在新加坡附近遭到日軍戰機突襲並且沉沒以後，隨後所得的報告認為，僅僅發射一發曳光彈的40毫米波佛斯炮就已經比由指揮儀所控制的多台砰砰炮更有效的防空武器，原因居然是砰砰炮並無曳光彈藥，而砰砰炮的彈藥的現成儲物櫃已嚴重劣化，而這時282式雷達組件亦發生了赤道高溫故障。在同一場行動當中，英國皇家海軍所屬的反擊號戰鬥巡洋艦的一名委託砲手撐過了整場行動，由於彈藥有問題，他從一座砰砰炮轉移至另一座砰砰炮，試圖使它們再度正常運轉。反擊號上的砰砰炮擊落了Z艦隊確認擊殺的僅僅四架飛機當中的兩架，而威爾士親王號的砰砰炮亦記錄了命中敵機的事實。
英國皇家海軍認為，砰砰炮對付魚雷機時，多座砰砰炮的成效大約僅僅是每門波佛斯炮的一半；但對付特別攻擊隊隊員時卻大致相等。到第二次世界大戰結束為止，在英聯邦海軍當中，砰砰炮是一款無艦不在的武器，其數量超過了波佛斯炮，並且擊落了眾多軸心國的飛機。在其後的創新，例如將遙控電源控制（Remote Power Control）與配備雷達的測速儀（速度預測）指揮儀相結合，極大地提高了準確度，而且還解決了引信和可靠性等方面的問題。而由於20毫米口徑厄利孔機炮的制止力並不足以抵抗日本的神風特攻隊飛機攻勢，加上波佛斯炮的數量也不足以滿足需求，因此在戰爭結束以前，這款單管式裝置獲准延期服役。
- 口徑：40毫米，39倍徑
- 炮彈重量：2磅（980克）或1.8磅（820克），彈種為高速彈藥（HV）
- 射速：全自動時為115發／分鐘
- 有效射程：高速彈藥時為3,800碼（3,475公尺）或5,000碼（4,572公尺）
- 有效射高：高速彈藥時為13,300英尺（3,960公尺）
- 炮口初速：高速彈藥時為2,040英尺／秒（622公尺／秒）或2,400英尺／秒（732公尺／秒）[23][24]

## QF 2磅Mark XIV
QF 2磅Mark XIV（英語：QF 2-pounder Mark XIV；又稱：勞式2磅炮）是由劳斯莱斯有限公司所研發，用以與40毫米“維克斯S”機炮作航空武器競標。即使如此，後者的設計較為成功，並得以發現作某些方面可用作反坦克武器用途。隨後英國皇家海軍採用了其經過改造的版本作機動炮艇的武器，並且在Fairmile-C型以上採用。它裝有半自動的水平滑動式後膛，並且通過手動操作的基座式炮架搭載。但該武器並不成功，在訂購的1,200門當中，只能交付600門。它被裝有自動裝彈機的英軍QF 6磅（57毫米）反坦克炮，莫林斯6磅炮所取代。

## 與其他同類火炮比較
| 國家     | 火炮型號                      | 每分鐘射速 | 炮彈重量     | 發射重量                  |
| -------- | ----------------------------- | ---------- | ------------ | ------------------------- |
| 英国     | QF 2磅艦炮                    | 115        | .91（2.0磅） | 104.6（231磅）            |
| 法國     | 37公釐1925年型高射砲          | 15—21      | .72（1.6磅） | 10.8—15.12（23.8—33.3磅） |
| 義大利   | 布雷達37毫米54倍徑機炮        | 60—120     | .82（1.8磅） | 49.2—98.4（108—217磅）    |
| 瑞典     | 波佛斯40公釐高射砲            | 120        | .9（2.0磅）  | 108（238磅）              |
| 德意志國 | 3.7厘米SK C/30速射炮          | 30         | .74（1.6磅） | 22.2（49磅）              |
| 德意志國 | 3.7厘米Flak 18/36/37/43高射炮 | 150        | .64（1.4磅） | 96（212磅）               |
| 苏联     | 1939式61-K型37毫米高射炮      | 80         | .73（1.6磅） | 58.4（129磅）             |
| 美国     | M1 37毫米高射機炮             | 120        | .87（1.9磅） | 104.4（230磅）            |

## 彈藥
维克斯Mk VIII有多款彈種：

根據引導彈鏈進入火炮的一側（左側或右側），衍生的名稱分別附有後綴LHI或RHI。
CLV
受控低速彈（Controlled Low Velocity）控制射速，炮口初速為585公尺／秒。彈頭的重量為2磅 （0.907千克），射程為3,475公尺。
ALV
自動低速彈（Automatic Low Velocity）
CHV
受控高速彈（Controlled High Velocity）需要由水冷套筒式炮管擊發，射速達96—98發／分鐘，炮口初速為701公尺／秒。 彈頭的重量為0.821千克，射程為4,572公尺。
CHV(U)
AHV
自動高速彈（Automatic High Velocity）需要由水冷套筒式炮管擊發，射速達115發／分鐘。

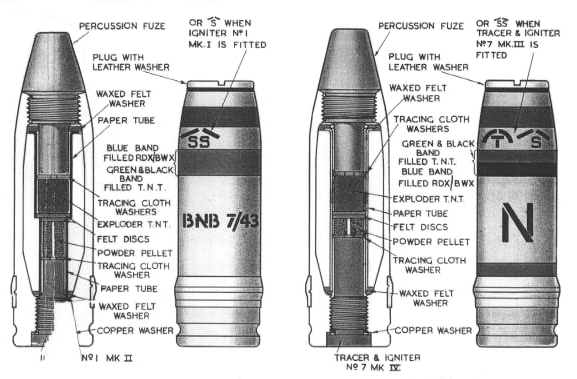
在第二次世界大戰當中所用的高速2磅炮彈。
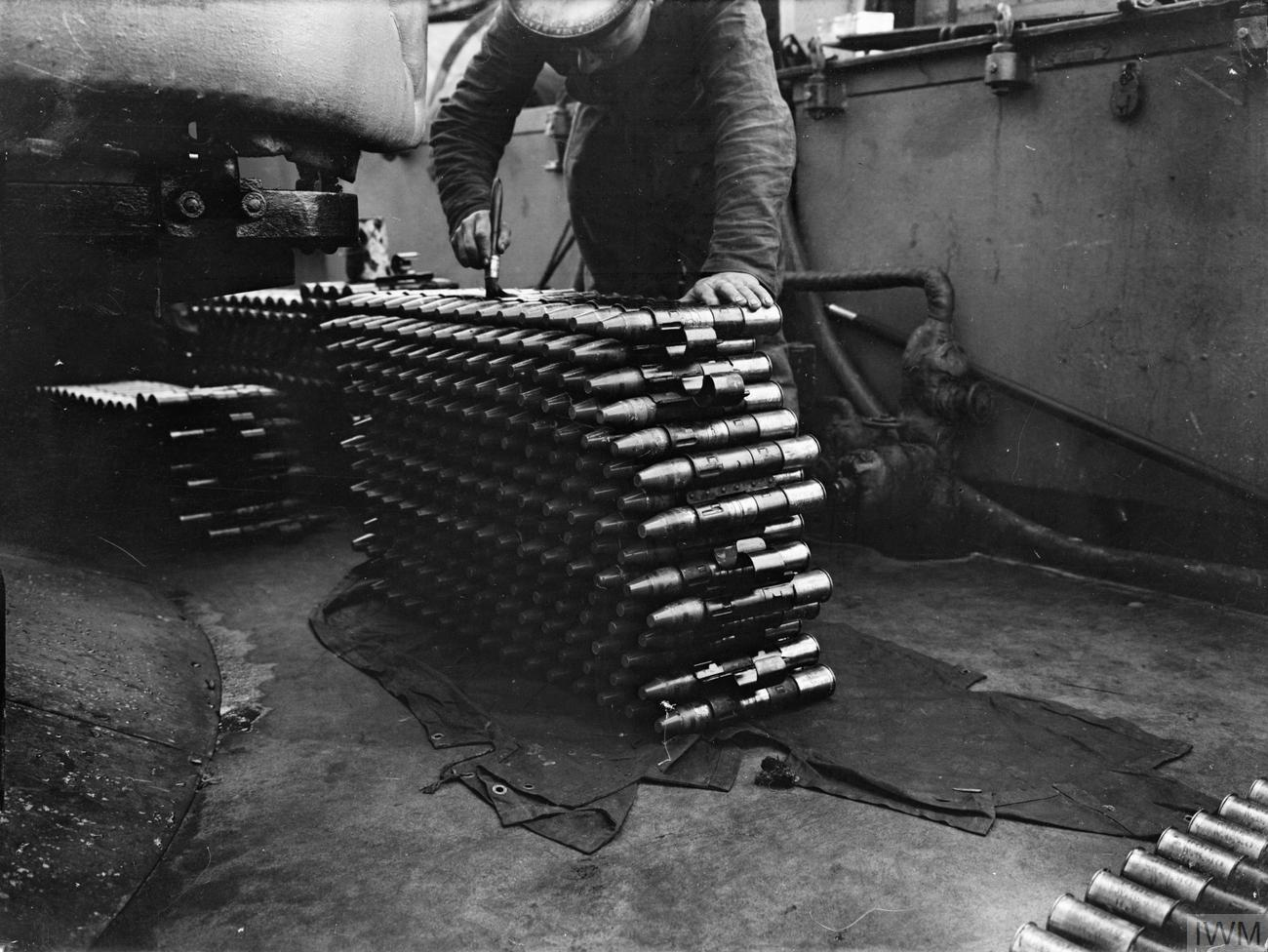
一堆14聯的艦載砰砰炮彈藥。

## 使用國
- 義大利
- 日本
- 俄羅斯
- 泰國
- 英国
- 中華民國

## 資料來源
1. 1 2 3  Naval Weapons of WW2, Campbell, p71
2. ↑  Campbell, p.71
3. ↑  https://books.google.ca/books?id=cNnSDFv7J1IC&pg=PA56&dq=second+boer+war+Boer%27s+++Maxim-Nordenfelt&hl=en&sa=X&ved=0ahUKEwjq97LgyqHkAhVmm-AKHdf4DcUQ6AEIMzAB#v=onepage&q=second%20boer%20war%20Boer's%20%20%20Maxim-Nordenfelt&f=false （页面存档备份，存于）, Doing Canada Proud: The Second Boer War and the Battle of Paardeberg, page 56
4. ↑  http://www.smallarmsreview.com/display.article.cfm?idarticles=2490 （页面存档备份，存于）, SOUTH AFRICA’S NATIONAL MUSEUM OF MILITARY HISTORY
5. ↑  Patrick Abbott and Nick Walmsley, British Airships in Pictures: An Illustrated History, House of Lochar 1998, ISBN 1-899863-48-6 (p.62)
6. 1 2 3 4 5  I.V. Hogg & L.F. Thurston, British Artillery Weapons & Ammunition 1914-1918. London: Ian Allan, 1972, Page 28.
7. ↑  Bagnasco, Erminio. . Parma: Albertelli. 1978: 77–80. ISBN 978-8887372403.
8. ↑  Raven and Roberts, British Cruisers of WW2, p224. “第一台八聯裝炮架重達11.8噸，而遙控電源控制架和1.6噸（共1,200發）彈藥則重達17.35噸。”（The first eight-barrelled mounting weighed 11.8 tons while a Remote Power Control mount along with 1.6 tons (1200 rounds) of ammunition weighed 17.35 tons.）
9. ↑  Campbell, Naval Weapons of WW2, p67 and p149. “坎貝爾指出，四聯裝美國海軍波佛斯炮架重達11.12至11.88噸，炮架以上每門火炮最多只能裝填10發炮彈。”Campbell notes that a quad USN Bofors mount weighed 11.12 to 11.88 tons and only carried a maximum of 10 rounds per gun on the mount.
10. 1 2  Campbell, Naval Weapons of WW2, P72
11. ↑  原文：Among the machine guns under consideration were the Army's 37-mm and the British Navy's 2-pounder, more commonly known as the "pompom." The decision soon narrowed to a choice between the Bofors and the British gun. The British were anxious to have their gun adopted, and the fact that British aid would be readily available in initiating manufacture was put forward as an argument in favor of its selection. The 2-pounder, moreover was giving a good account of itself on British ships. On the other hand, there was the distinct disadvantage that the gun was designed for cordite powder, and no manufacturing facilities for the production of this ammunition were available in the United States. Thorough study revealed that the gun could not be converted to take American powder. Another consideration was muzzle velocity: The pompom had a relatively low velocity, 2350 feet per second as compared with 2830 for the Bofors. The success of the pompom in action was more than offset by the proved qualities of the Bofors in the hands of a number of powers who were using it, and the Bureau decided to join that group. Shortly after the Bureau's selection of the Bofors, British naval officials also decided to adopt the gun.
12. ↑  Rowland and Boyd, U. S. NAVY BUREAU OF ORDNANCE IN WORLD WAR II, USN Bureau of Ordnance, p223-224.
13. 1 2  Campbell, Naval Weapons of WW2, p. 20
14. ↑  The Gunnery Pocket Book, p. 164
15. ↑  Middlebrook, Battleship, p. 340. “該報告並無提到被威爾斯親王號所搭載的40毫米波佛斯炮擊殺、甚至沒有波佛斯炮命中的內容，而砰砰炮火力下的命中卻是由當時威爾斯親王號的艦員所記錄了。”（The report does not note any 40mm Bofors kills or even hits from the Prince of Wales' Bofors gun, while hits from pom-pom fire were recorded by the crew of the Prince of Wales.）
16. ↑  Middlebrook, Battleship, p. 340: “據認為，一門由駐台所控制並且發射曳光彈的波佛斯炮是一款要比由指揮儀所控制但無曳光彈的八聯裝砰砰炮更有價值的武器…”（"It is considered that a Bofors with tracer ammunition in local control is a more valuable weapon than an 8 barrelled pom-pom in director control without tracer..."）
17. ↑  Brown, A radar history of World War II: technical and military imperatives, p. 220. “布朗指出，當威爾士親王號從新加坡出發時，四台282式雷達當中有三台停止工作。”（Brown notes that 3 out of 4 type 282 radars were out of service when Prince of Wales departed Singapore.）
18. ↑  Garzke and Dulin, Allied Battleships, p. 204, “請注意，在第一次遭受魚雷打擊以後，剩餘的282式和兩台285式搜索雷達失效。”（notes that the remaining type 282 and two type 285 radars failed after the first torpedo hit.）
19. ↑  Middlebrook, Battleship, p. 224
20. ↑  Middlebrook, Battleship, p. 340
21. ↑  Campbell, Naval Weapons of WW2, p. 67: “…如果控制和炮架裝置的效率相同，波佛斯炮對付魚雷機的成果被認為是砰砰炮的兩倍，但對像神風特攻隊這樣的近距離目標卻沒有那麼好。”（"...if control and mountings were of equal efficiency, the Bofors was reckoned to be twice as effective as the pom-pom against torpedo planes but not much better against very close range targets such as Kamikazes."）
22. ↑  Campbell, pp. 67, 74.
23. ↑  Campbell,Naval Weapons of WW2, p. 71
24. ↑  有關更多的技術數據，請參閱United Kingdom / Britain 2-pdr [4 cm/39 (1.575") QF Mark VIII - NavWeaps] （页面存档备份，存于）
25. ↑  DiGiulian, Tony. . www.navweaps.com.   [2017-06-07]. （原始内容存档于2017-06-02） （英语）.
26. ↑  DiGiulian, Tony. . www.navweaps.com.   [2017-06-07]. （原始内容存档于2017-06-04） （英语）.
27. ↑  DiGiulian, Tony. . www.navweaps.com.   [2017-06-07]. （原始内容存档于2017-06-04） （英语）.
28. ↑  DiGiulian, Tony. . www.navweaps.com.   [2017-06-07]. （原始内容存档于2018-02-16） （英语）.
29. ↑  DiGiulian, Tony. . www.navweaps.com.   [2017-06-07]. （原始内容存档于2017-06-03） （英语）.
30. ↑  DiGiulian, Tony. . www.navweaps.com.   [2017-06-07]. （原始内容存档于2017-06-03） （英语）.
31. ↑  Foss, Christopher. . New York: Collier. 1977: 27  [2020-02-26]. ISBN 0020806000. OCLC 911907988. （原始内容存档于2020-05-03）.
32. ↑  DiGiulian, Tony. . www.navweaps.com.   [2017-06-07]. （原始内容存档于2017-06-04） （英语）.
33. ↑  .   [2020-02-26]. （原始内容存档于2015-06-26）.

## 外部連結
- （英文）—THE 2-PDR. MARK VIII GUN ON THE MARK VII MOUNTING. in The Gunnery Pocket Book, B.R. 224/45, 1945（页面存档备份，存于） placed online courtesy of maritime.org
- （英文）—Tony DiGiulian, British 2-pdr (4 cm/39 (1.575")) Mark II（页面存档备份，存于）
- （英文）—Tony DiGiulian, Britain 2-pdr (4 cm/39 (1.575")) Mark VIII
- （英文）—Tony DiGiulian, Japanese 40 mm/62 (1.575") "HI" Type 91（页面存档备份，存于）
- （英文）—Anthony G Williams, 37MM AND 40MM GUNS IN BRITISH SERVICE